# Rey (バンド)
Rey（レイ）は、日本の5人組ロックバンド。

## 来歴
福岡県にある音楽の専門学校に通っていた原田と坂本によってReyの原型となるバンドを結成。その後、ギタリストとして寺園が加入。専門学校を卒業した後東京へ進出。福岡で別のバンドをしていた田崎はバンド解散後、元々Reyを結成する前に同じバンドのメンバーであった原田、坂本にギターの腕を買われ、Reyのライブにサポートメンバーとして参加。その後、田崎が正式メンバーとして加入。2008年にランティスよりメジャーデビューし、2012年7月に約2年間サポートドラムを担当した岡田峻洋が正式に加入し、現在のReyのメンバーとなる。
2013年8月31日に解散。その後2019年9月15日には結成10周年を記念し再集結ライブ「Rey 10th Anniversary LIVE Reyは令和に再集結!!れっつぱーてぃー」を開催。

## メンバー
- 原田謙太（はらだ けんた） - ボーカル担当。大分県出身、7月18日生まれ。楽曲の作詞を全て担当している。愛称は、「はらけん」。解散後は、2014年に近江知永とのツインボーカルユニット「AFIVE」[3]、2015年にロックバンド「我流トーキョー」をそれぞれ結成[4]。
- 坂本尭之（さかもと たかゆき） - ベース担当。宮崎県出身、8月19日生まれ。リーダー。愛称は、「リーダー」もしくは「サカモト」。解散後、同年の11月15日にロックバンド「Fo'xTails」を結成し、2015年にメジャデビューした。
- 寺園健二（てらぞの けんじ） - ギター担当。鹿児島県出身、8月5日生まれ。ツインギターの一人。愛称は、「寺ちゃん」。解散後は「テラ」名義でFo'xTailsに所属。
- 田崎慎也（たさき しんや） - ギター担当。福岡県出身、2月17日生まれ。ツインギターの一人。愛称は、「シンヤ」もしくは「シンさん」。解散後、セッションギタリストとして活動中。
- 岡田峻洋（おかだ たかひろ） - ドラム担当。神奈川県出身、3月24日生まれ。約2年間サポートドラムを担当した後、2012年7月に正式メンバーとして加入。 愛称は「峻洋（タカヒロ）」。解散後は「峻洋」名義でFo'xTailsに2016年まで在籍。

※ 誕生日・出身地の出典: “Profile - Rey Official Web Site”. 2011年9月1日閲覧。

## バンド名の由来
とにかく1回聞いただけで覚えてもらいたいという気持ちを込めたほか、ボーカル原田が尊敬するシンガーである影山ヒロノブが所属するバンド「LAZY」（レイジー）や好きなアニメであるエヴァンゲリオンに登場するヒロイン綾波レイの名前もこのバンド名に大きな影響を与えている。
ちなみに、2012年2月18・19日に、原田を含めメンバー全員が影山のレコ発ライブ「KAGE☆STAR Project Live!～ROCK JAPAN～」にバックバンドとして演奏・参加していた（当時は、ドラムの岡田がまだ正式に加入していないため参加していない）。これは影山本人の意向によるものだった。

## 音楽性
結成当初はファンク系の音楽をやろうと曲作りに励むが、自分達の努力とは裏腹に、周りの評価はあまりのものだった。何度もミーティングを繰り返した結果当初はキーボードがいたため、それを生かしたテクノポップをしようと決意。何度か曲をあわせてみたが、キーボードの音楽性が合わず結果的にバンドから脱退。その後自分達がホントにやりたい音楽に悩んでいた時、原田が聴かせたアニソンにメンバーが共感。アニソンバンドとして活動する事を決意し、現在に至る。

## ファン
Reyを応援するファンを「同志」と呼ぶ。これは、2011年のワンマンライブにて「アニソンを愛するファンは自分たちと同じ志を持った仲間である」という想いから生まれたファンの総称である。

## ディスコグラフィ

### シングル

#### BURNING HERO
1. BURNING HERO
  - 『トミカヒーロー レスキューファイアー』エンディングテーマ
  - 作詞: 原田謙太 / 作曲・編曲: Rey
2. Rescue Dream!
  - 『トミカヒーローレスキューファイアー』挿入歌
  - 作詞: 原田謙太 / 作曲: 田崎慎也 / 編曲: Rey
3. BURNING HERO (Instrumental)
4. Rescue Dream! (Instrumental)

2009年6月3日発売（ランティス）

#### AXEL TRANSFORMERS
1. AXEL TRANSFORMERS
  - 『トランスフォーマー アニメイテッド』エンディングテーマ
  - 作詞: 原田謙太 / 作曲: 寺園健二・原田謙太 / 編曲: Rey
2. Alive a Soldier
  - 作詞: 原田謙太 / 作曲: 田崎慎也・原田謙太 / 編曲: Rey
3. AXEL TRANSFORMERS(off vocal)
4. Alive a Soldier(off vocal)

2010年5月12日発売（ランティス）

#### Road to Kingdom/冒険者
1. Road to Kingdom
  - PS2ゲーム『デザート・キングダム』オープニングテーマ
  - 作詞: 原田謙太 / 作曲: 田崎慎也 / 編曲: Rey
2. 冒険者
  - PS2ゲーム『デザート・キングダム』エンディングテーマ
  - 作詞: 原田謙太 / 作曲: 坂本尭之 / 編曲: Rey
3. Road to Kingdom(off vocal)
4. 冒険者(off vocal)

2010年7月7日発売（ランティス）

#### MONSUNO!
1. MONSUNO!
  - 『獣旋バトル モンスーノ』オープニングテーマ
  - 作詞：原田謙太 / 作曲：寺園健二 / 編曲：Rey
2. Starting over
  - 作詞：原田謙太 / 作曲：寺園健二・原田謙太 / 編曲：Rey
3. MONSUNO!(OFF VOCAL)
4. Starting over(OFF VOCAL)

2012年11月28日発売（ランティス）

#### SPIN GO!/同じ世界で
1. SPIN GO!
  - 『獣旋バトル モンスーノ』オープニングテーマ
  - 作詞：原田謙太 / 作曲：寺園健二 / 編曲：Rey
2. 同じ世界で
  - 『獣旋バトル モンスーノ』エンディングテーマ
  - 作詞：原田謙太 / 作曲：田崎慎也 / 編曲：Rey
3. SPIN GO!(OFF VOCAL)
4. 同じ世界で(OFF VOCAL)

2013年5月29日発売（ランティス）

### アルバム

#### デビューミニアルバム「Rey」
1. Generation
  - 作詞: 原田謙太 / 作曲: 坂本尭之・原田謙太 / 編曲: Rey
2. 一心不乱
  - 作詞: 原田謙太 / 作曲: 寺園健二・原田謙太 / 編曲: Rey
3. 長い旅路の途中
  - 作詞: 原田謙太 / 作曲: 寺園健二・原田謙太 / 編曲: Rey
4. 火の鳥
  - 作詞: 原田謙太 / 作曲: 田崎慎也・原田謙太 / 編曲: Rey
5. CHA-LA HEAD CHA-LA(TVアニメ『ドラゴンボールZ』オープニング主題歌 カバー曲）
  - 作詞: 森雪之丞 / 作曲: 清岡千穂 / 編曲: Rey

2008年11月26日発売（ランティス）

#### H.A.B
1. Hit and Break!
  - 作詞: 原田謙太 / 作曲: 寺園健二 / 編曲: Rey
2. Road to Kingdom
  - 作詞: 原田謙太 / 作曲: 田崎慎也 / 編曲: Rey
3. RIDE OUT!
  - アドベンチャーゲーム『INSTANT BRAIN』プロモーションソング
  - 作詞: 原田謙太 / 作曲: 坂本尭之 / 編曲: Rey
4. LEGEND of KAISER
  - 劇場版･OVA『マジンカイザーSKL』挿入歌
  - 作詞: 原田謙太 / 作曲: 寺園健二 / 編曲: Rey
5. 夢限界楼-メヴィウス-
  - PS2ゲーム『アーメン・ノワール』オープニング主題歌
  - 作詞: 原田謙太 / 作曲: 寺園健二 / 編曲: Rey
6. 口だけ番長
  - 作詞: 原田謙太 / 作曲: 田崎慎也 / 編曲: Rey
7. AXEL TRANSFORMERS
  - 作詞: 原田謙太 / 作曲: 寺園健二・原田謙太 / 編曲: Rey
8. Rescue Dream!
  - 作詞: 原田謙太 / 作曲: 田崎慎也 / 編曲: Rey
9. 螺旋
  - PS2ゲーム『アーメン･ノワール』エンディング主題歌
  - 作詞: 原田謙太 / 作曲: 寺園健二 / 編曲: Rey
10. Alive a Soldiers
  - 作詞: 原田謙太 / 作曲: 田崎慎也 / 編曲: Rey
11. 冒険者
  - 作詞: 原田謙太 / 作曲: 坂本尭之/ 編曲: Rey
12. BURNING HERO
  - 作詞: 原田謙太 / 作曲: Rey / 編曲: Rey
13. THANK YOU
  - 作詞: 原田謙太 / 作曲: 田崎慎也 / 編曲: Rey

2011年4月6日発売（ランティス）

### コンピレーション
トミカヒーロー レスキューファイアー オリジナルサウンドトラック
- レスキューキング
  - 『トミカヒーローレスキューファイアー』挿入歌
    - 作詞：原田謙太 / 作曲：田崎慎也 / 編曲：Rey

2010年2月24日発売（ランティス）
テーマソング集『機動戦士ガンダム トリビュート』「ガンダムトリビュート from Lantis」
STAND UP TO THE VICTORY〜トゥ・ザ・ヴィクトリー〜 
- 『機動戦士Vガンダム』前期OPカバー
  - 作詞：井荻麟、みかみ麗緒 / 作曲：川添智久 / 編曲：Rey

2009年12月9日発売（ランティス）
湯乃鷺リレイションズ
春の向こう 
- 『花咲くいろは』宮岸徹イメージソング
  - 作詞：原田謙太 / 作曲：田崎慎也 / 編曲：Rey

2011年6月8日発売（ランティス）
Calendar Girls
アリスブルーのキス
- 『アイカツ!』アニメ第1期第44話ED
  - 作詞：原田謙太 / 作曲：坂本尭之 / 編曲：Rey

2014年4月9日発売（ランティス）

## アニメ
- 『アイカツ!』第1期、劇中バンド「モア・ザン・トゥルー」ライブシーン歌・モーショントレース